# The Abbey Road EP
The Abbey Road EP – pierwszy minialbum grupy Red Hot Chili Peppers. Został wydany w 1988 roku przez wytwórnię płytową Capitol Records. The Abbey Road EP miał być zwiastunem dla Europy, w której do tej pory zespół nie był znany na szerszą skalę, a w planie była trasa koncertowa po tym kontynencie.

## Lista utworów
1. Fire (Hendrix) 2:02
2. Backwoods (Flea, Irons, Kiedis, Slovak) 3:06
3. Catholic School Girls Rule (Flea, Kiedis, Martinez) 1:57
4. Hollywood (Africa) (Meters) 5:04
5. True Men Don't Kill Coyotes (Flea, Kiedis, Martinez, Sherman) 3:38